# Chiesa di San Giovanni Battista (Lovaria)
La chiesa di San Giovanni Battista è un edificio religioso di Lovaria, frazione di Pradamano, in provincia ed arcidiocesi di Udine; fa parte della forania del Friuli Orientale.

## Storia
In origine era una chiesetta campestre, che fu ampliata e venne consacrata nel 1596.
Al suo interno vi sono alcuni lavori del pittore Lorenzo Bianchini, donate dai conti Caimo-Dragoni.